# 蒲生忠郷
蒲生 忠郷（がもう たださと）は、陸奥会津藩第2代藩主。初代藩主蒲生秀行の長男。母は徳川家康の三女・振姫。

## 生涯
慶長7年、会津藩主 蒲生秀行 の嫡子として生まれた。慶長17年（1612年）5月、父の秀行が死去したために11歳で会津60万石を継ぐ。9月、家康によって元服、松平姓と将軍徳川秀忠の偏諱を与えられ、また祖父・蒲生氏郷より1字を取って松平忠郷（蒲生忠郷）と称した。なお、『氏郷記』には弟鶴松（丸）（のちの忠知）も同時に元服したとあるが、その後の文書にも忠郷と鶴松の名が併記されたものがあるため、忠郷が先に元服したと考えられる。
しかし、未だ若年であったため母振姫の後見を受けた。しかし、慶長18年（1613年）に母・振姫の勘気を受けた仕置（家老）岡重政が死罪となり、重政との対立で出奔していた蒲生郷成や関元吉らが呼び戻された（ただし、郷成は帰国途中で病死し、遺児の蒲生郷喜・蒲生郷舎兄弟のみが復帰）。その後、重政派とみられた外池良重が出奔、仕置の1人であった町野繁仍も老齢を理由に隠退したため、玉井貞右と町野幸和が仕置として政務を執ることになった。また、元和元年（1615年）には振姫も浅野長晟との再婚を理由に蒲生家や子供達から引き離されている。
慶長19年（1614年）から始まった2度の大坂の陣においては江戸留守居を命じられる。その後も、広島藩の福島正則や山形藩の最上義俊の改易に際して城受取のために出兵している。
治世においては重臣達の対立が収まらず、元和2年（1616年）に町野幸和と蒲生郷喜・郷舎兄弟が争って、蒲生兄弟が再び出奔してしまう。また時期は不明であるが、外池良重が許されて復帰している。続いて、元和6年（1620年）に家臣の渡辺次郎右衛門が徳川秀忠に町野幸和の訴える事件を起こす（『氏郷記』は元和8年の事件とするが、現存の文書・記録類との矛盾が生じる）。事情を知った町野は仕置を辞任したためにそれ以上の責任は問われなかったが、寛永元年に再び蒲生兄弟の復帰が許されている。こうした事態に対して、元和5年10月に仕置奉行に任じられた忠郷の乳兄弟福西宗長に加えて、本山安政・外池良重・岡山重俊を仕置奉行に追加して玉井・福西と共に政務を執らせた。寛永3年（1626年）に本山が死去すると、4名体制で政務が行われることになる。
その他に会津若松城の天守を五層に改築する、恵隆寺の再建を援助する、領内の飢饉に際して餅・酒・豆腐の製造禁止令を出すなどの事跡が伝わる。
元和5年（1619年）、正室に藤堂高虎の娘・亀姫を迎える。この年、浅野長晟が重臣の浅野氏重を粛清する事件が発生する。母の振姫は既に亡くなっていたものの、忠郷は義父となった高虎の協力を得て継父・長晟を擁護して、広島藩を改易の危機から救っている。こうした縁から長晟も忠郷兄弟と親密な交流を続けている。
元和2年（1623年）3月、侍従に任官する（『御当家紀年録』・『東武実録』は元和9年のこととするが、朝廷における官位授与手続の責任者である局務押小路家の記録では元和2年となっている）。
寛永元年（1624年）4月5日、江戸藩邸に将軍家光、9日後の14日には大御所秀忠の御成を迎えた。
寛永3年（1626年）、後水尾天皇の二条城行幸に際し上洛、行幸の後、正四位下参議に昇進した。また、このとき西洞院時直の娘を側室にすることが決まり、同年冬に会津に下っている。しかし、疱瘡に罹患し、会津若松に帰還後の翌寛永4年（1627年）1月4日没した。享年26。
正室の亀姫との間には嫡子が無かったため、本来なら蒲生氏は断絶するところであったが、母が家康の娘であるということで、出羽上山藩4万石を領していた弟の忠知を後嗣として伊予松山24万石が与えられ、36万石の減封となったものの存続を許された。会津には蒲生氏に代わって加藤嘉明が40万石で入った。しかしその忠知も正室との間にもうけたと推測される唯一の男子鶴松丸が早世した後、男子がいないまま死去したため、蒲生氏は無嗣断絶で改易となった。
なお、子供がいないと言うことで、亀姫は藤堂家に送り返された。その後、黒田忠之との婚姻が持ち上がるが実現せず、専修寺堯朝の元に嫁ぎ、万治3年（1660年）2月に53歳で死去したという。